# 朝雲 (駆逐艦)
朝雲（あさぐも）は、日本海軍の駆逐艦。一等駆逐艦朝潮型（満潮型）の5番艦である。スラバヤ沖海戦、第三次ソロモン海戦、ビスマルク海海戦、キスカ島撤退作戦など太平洋戦争の数々の海戦に参加。1944年（昭和19年）10月下旬のレイテ沖海戦で西村艦隊に所属してスリガオ海峡へ突入、米艦隊の砲撃で撃沈された。艦名は海上自衛隊のやまぐも型護衛艦3番艦「あさぐも」に継承された。

## 艦歴
神戸川崎造船所で建造予定の駆逐艦「朝雲」は、1936年（昭和11年）10月22日に命名。同日附で姉妹艦「山雲」、工作艦「明石」も命名されている。同年12月23日に起工、1937年（昭和12年）11月5日進水、1938年（昭和13年）3月31日に竣工。同時に第41駆逐隊に編入された。同年12月15日、第三予備艦となり横須賀海軍工廠で蒸気タービン機関の改造工事を実施した（臨機調事件）。1939年（昭和14年）11月15日、所属の第41駆逐隊が第9駆逐隊となった。1940年（昭和15年）6月の満州国皇帝・溥儀訪日の際に横浜港で満艦飾を施した朝雲の姿が「日本ニュース」の映像に記録されている。同年11月15日、第9駆逐隊は第2艦隊・第4水雷戦隊（司令官西村祥治少将、旗艦「那珂」）に編入された。

### 太平洋戦争緒戦
太平洋戦争開戦時には、同型艦「山雲」「夏雲」「峯雲」と共に第9駆逐隊（司令佐藤康夫大佐）に属し、ビガン、リンガエン湾上陸作戦を支援した。12月下旬、「山雲」は触雷して損傷、第9駆逐隊と分離して日本本土へ回航された。1942年（昭和12年）1月よりタラカン、バリクパパン等の攻略作戦に加わり、2月にマカッサル攻略作戦に協力。
2月27日、第9駆逐隊第1小隊（朝雲、峯雲）は第四水雷戦隊各艦と共にスラバヤ沖海戦に参加。両艦は日本艦隊の勝利に貢献したものの、「朝雲」は一時航行不能となる損害を受けた。第五戦隊（那智、足柄）・第二水雷戦隊（神通、第16駆逐隊）・第四水雷戦隊各隊が遠距離砲戦雷撃戦に終始する中、第9駆逐隊（朝雲、峯雲）のみ距離6000mまで肉薄して魚雷を発射、重巡エクセターを掩護しようとした駆逐艦2隻（実際はエレクトラ、エンカウンター、ジュピターの3隻）と距離3000mで砲撃戦となる。「朝雲」はエレクトラの砲撃を受けて一時航行不能となるも、「峯雲」と共同でエレクトラを撃沈した。速力12ノットとなった「朝雲」は「峯雲」に護衛されて人力操舵で避退、南緯6度38分 東経111度43分 / 南緯6.633度 東経111.717度地点で投錨して応急修理を行い、片舷航行可能24ノット発揮可能となる。28日、「朝雲」「峯雲」は第四水雷戦隊および輸送船団と合流、駆逐隊司令艦は「夏雲」に変更され、「朝雲」はバリクパパンに回航された。なお第9駆逐隊の戦果報告は『軽巡1隻撃沈』であり、戦果検討の席上で異存を唱える者に対し佐藤司令は「遠くに逃げていた奴になにがわかる」と怒鳴り、第五戦隊は第9駆逐隊の報告を受け入れざるを得なかったという。

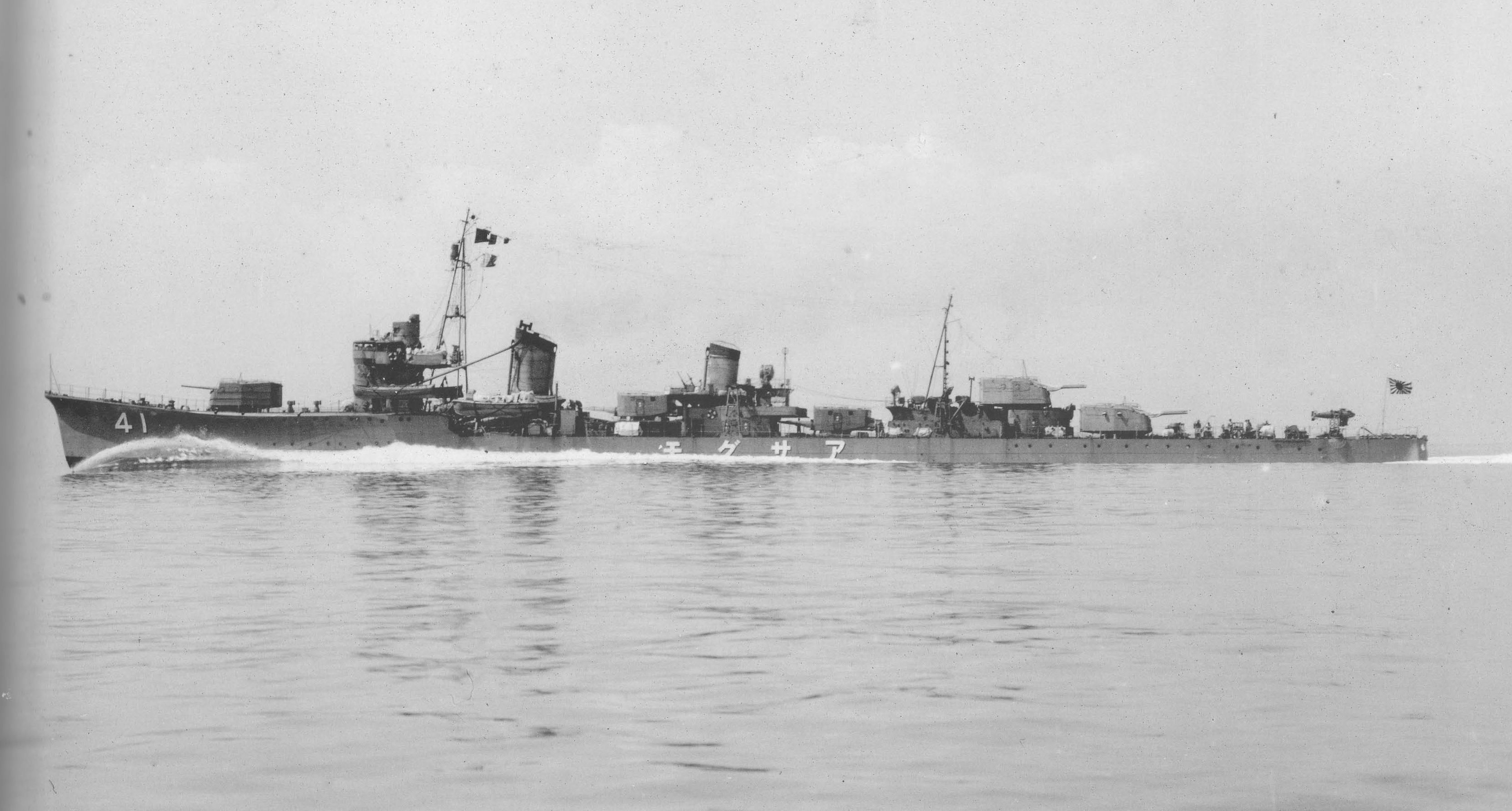
1939年9月14日の航海中の朝雲

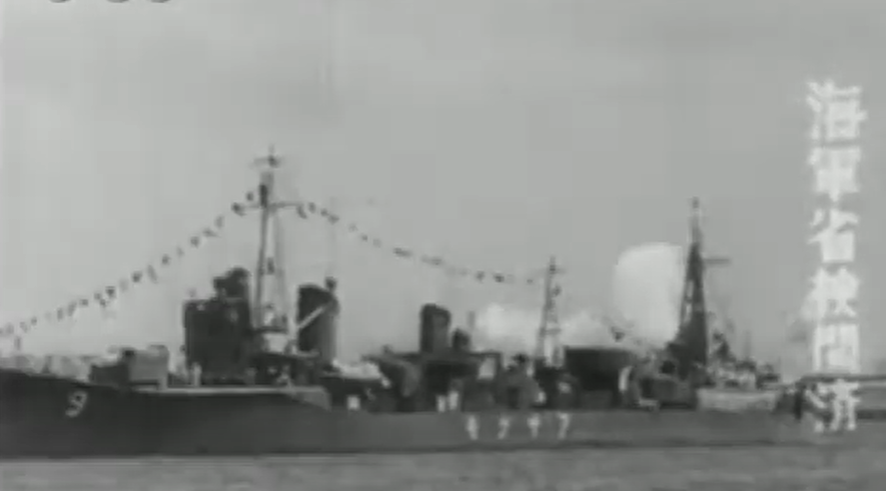
1940年6月、横浜に入港した朝雲

「朝雲」は3月2日から18日までボルネオ島バリクパパンで応急修理したのち、工作艦「山彦丸」を護衛。その後、内地へ向かった。3月29日、横須賀に到着し修理を行う。5月15日、「山雲」は第9駆逐隊から除籍される。第9駆逐隊は3隻編制（朝雲、夏雲、峯雲）となった。同時期、第四水雷戦隊旗艦「那珂」も長期修理のため四水戦から除籍、軽巡洋艦「由良」が新旗艦となった。
修理を終えた「朝雲」は6月のミッドウェー海戦に攻略部隊として参加した。
南雲機動部隊の壊滅後、第5戦隊（妙高、羽黒）、第9駆逐隊、給油艦「玄洋丸」は牽制部隊としてウェーク島近海で行動する。ウェーク島の基地航空隊と連携し、偽電を交信するなど米軍機動部隊の誘引を試みたが、特に成果はなかった。6月14日より北方部隊に編入され、補給部隊（峯雲、玄洋丸）と合流して北上した。アリューシャン方面に転じてからは第5戦隊に加えて戦艦「金剛」、第一水雷戦隊（旗艦「阿武隈」）、第21戦隊（木曾、多摩）等と行動を共にする。北方での任務終了後の7月20日、第9駆逐隊第1小隊（朝雲、夏雲）は重巡洋艦「鳥海」（第八艦隊旗艦）のラバウル進出を護衛して桂島を出発したが、途中で第16駆逐隊第1小隊（雪風、時津風）と交代する。8月1日、クェゼリン環礁に立ち寄り練習巡洋艦「香取」と合流、8月8日に横須賀へ到着した。

### ソロモン諸島の戦い

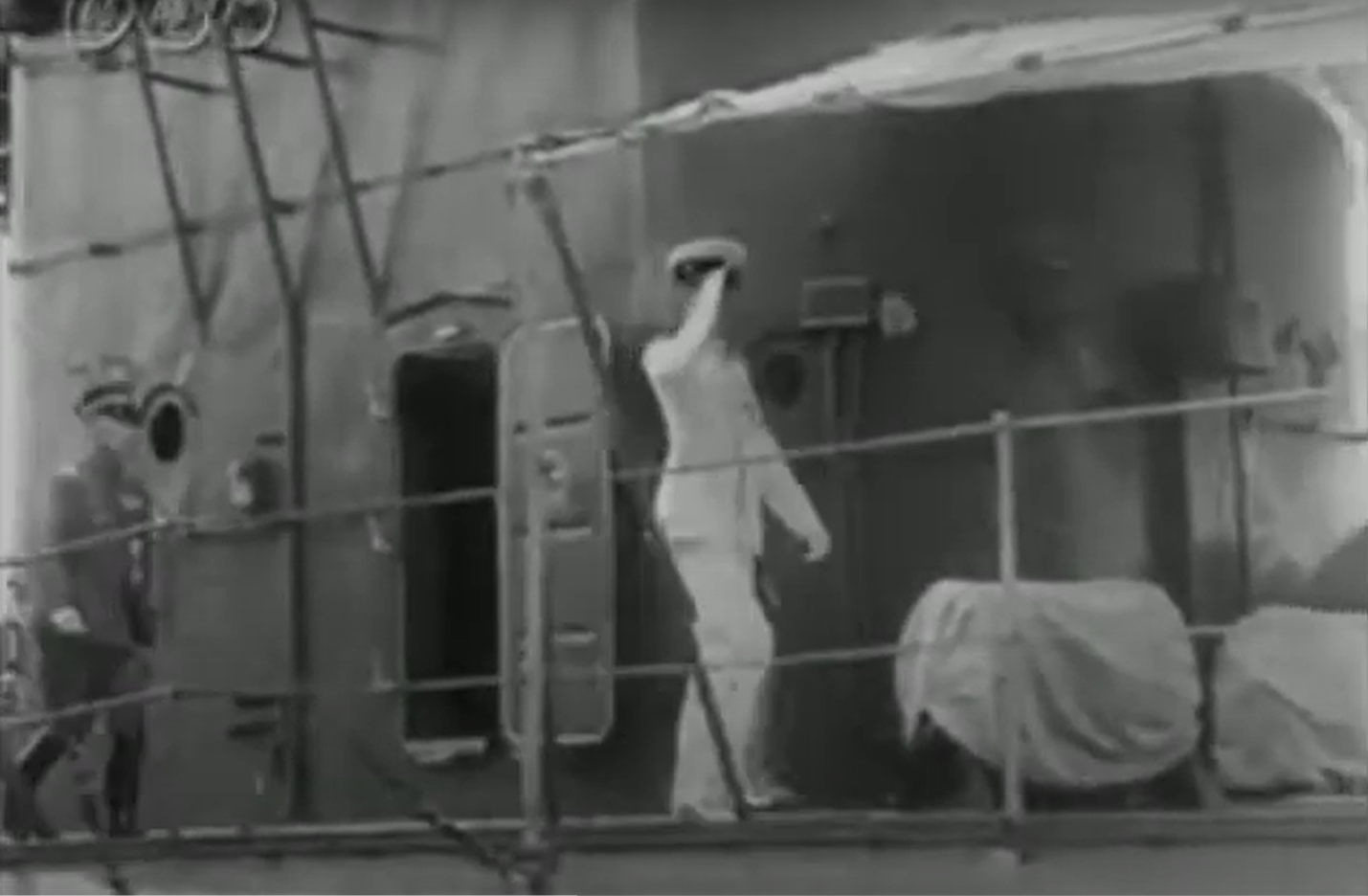
中国皇帝溥儀が朝雲の艦橋を渡り、甲板上の乗組員に敬礼している。

不時着した二式飛行艇の捜索にむかった「夏雲」（19日トラック着）を除く第9駆逐隊（朝雲、峯雲）は第4戦隊（愛宕/第二艦隊旗艦、高雄）を護衛してトラック泊地へ進出、24日-25日の第二次ソロモン海戦に参加する。その後、9月20日からガダルカナル島輸送に9回従事した。10月5日、第9駆逐隊僚艦「峯雲」は空襲により損傷、戦線から離脱した。10月12日、サボ島沖海戦の損傷艦救援にむかった第9駆逐隊僚艦「夏雲」が空襲を受け沈没、「朝雲」は同艦乗組員の救助を行う。10月25日、第四水雷戦隊旗艦「秋月」が被弾して中破、「秋月」以前の旗艦だった軽巡洋艦「由良」も沈没した。高間完第四水雷戦隊司令官は一時「村雨」に将旗を掲げたのち、10月31日から旗艦を「朝雲」に変更した。
11月中旬、第四水雷戦隊旗艦「朝雲」は第2駆逐隊（村雨、五月雨、夕立、春雨）・第27駆逐隊（時雨、白露、夕暮）を指揮し、第11戦隊（司令官阿部弘毅少将：戦艦比叡・霧島）を中核とする『挺身艦隊』に所属して第三次ソロモン海戦に参加する。挺身艦隊は悪天候の中で何度も反転したため四水戦の陣形は崩れ、警戒隊として先行するはずだった「朝雲」及び第2駆逐隊第1小隊（村雨、五月雨）は第11戦隊本隊と同行する事になり、第2駆逐隊第2小隊（夕立、春雨）のみ艦隊前面に突出する格好となった。このような状況下ではじまった13日第一夜戦で、挺身艦隊は駆逐艦「暁」沈没、戦艦/旗艦「比叡」操舵不能、駆逐艦「夕立」航行不能、「雷」「天津風」中破、「村雨」「春雨」損傷という損害を受ける。
午前1時、「朝雲」は炎上する「夕立」に接近。高間司令官は「夕立」乗組員に艦を放棄してガダルカナル島へ向かうよう命令した。カッターボートを降ろした「朝雲」は「夕立」を残して離脱していった。その後、「五月雨」が救援のために到着し、夕立乗組員を救助している。「朝雲」は戦艦「霧島」を護衛して戦闘海域を離脱した。第一夜戦で「朝雲」は主砲88発・魚雷8本を発射、敵駆逐艦1隻撃沈を記録した。一方、「雪風」、「照月」、「時雨」、「白露」、「夕暮」に護衛されていた「比叡」は空襲を受けて損傷が進み、13日夕刻になって放棄され沈没した。
日本海軍は艦隊の再編を行い、戦力を整えた。第一夜戦に参加した「朝雲」、「五月雨」、「照月」は近藤信竹中将（旗艦「愛宕」）の指揮下に入り、再びガダルカナル島へ向かう。これを米軍第64任務部隊（司令官ウィリス・A・リー少将）の米新鋭戦艦2隻（ワシントン、サウスダコタ）が迎撃し、第三次ソロモン海戦第二夜戦が生起する。「朝雲」は秋月型駆逐艦「照月」に対し魚雷戦を命令。「朝雲」は酸素魚雷4本を発射して2本命中を確認、他艦と共同によりノースカロライナ級戦艦1隻撃沈と記録した。同様に「愛宕」「高雄」も多数の酸素魚雷を発射して米戦艦撃沈を報告したが、実際には米駆逐艦の残骸に命中するか自爆しており、米戦艦に命中した魚雷は1本もなかった。結局「愛宕」、「高雄」、「霧島」、「朝雲」、「照月」は米戦艦に決定的損害を与えられず、逆に「霧島」がワシントンに撃沈された。戦闘終了後、駆逐艦3隻（朝雲・五月雨・照月）は沈没直前の「霧島」に接近して救助活動を実施。「朝雲」は「霧島」の乗員618名を救助しトラックに帰投する。本海戦において「朝雲」が受けた被害は無かった。
11月下旬、四水戦旗艦は軽巡洋艦「長良」に変更された。12月中旬、「朝雲」「時雨」は横須賀からトラック泊地へ進出する空母2隻（龍鳳、冲鷹）と駆逐艦2隻（時津風、卯月）をサイパン附近まで出迎える予定であったが、「龍鳳」は12日の米潜水艦の雷撃で中破、横須賀へ避退した。「冲鷹」「卯月」のみ横須賀からトラックへ向かい、「朝雲」「時雨」はサイパン北西で2隻と合流した。この後も「朝雲」「時雨」は空母「冲鷹」の横須賀〜トラック往復を護衛した。
1943年1月20日に陸軍輸送中の船団がトラック南方でアメリカ潜水艦「シルバーサイズ」の攻撃を受け、「すらばや丸」が沈没、「明宇丸」が大破し後に沈没した。トラックより現場へ向かった「朝雲」は、「明宇丸」が沈む前に人員850名、歩兵砲2、曲射砲2などを収容した。1月22日に「朝雲」はトラックに戻った。
1943年（昭和18年）2月上旬、「朝雲」はガダルカナル島撤収作戦（ケ号作戦）に参加した。当初は支援部隊として行動していたが、第一次撤収作戦（2月1日）で第31駆逐隊「巻波」が大破、第10駆逐隊「巻雲」が沈没、その代艦として「朝雲」と「五月雨」は撤収部隊に編入され、ガダルカナル島方面に進出する。第4駆逐隊「舞風」が損傷した第二次撤収作戦（2月4日）、第17駆逐隊「磯風」が損傷した第三次撤収作戦（2月7日）の両方に参加したが、被害はなかった。
2月中旬、「朝雲」は第9戦隊（北上、大井）、第10駆逐隊（秋雲、夕雲、風雲）、「五月雨」、「皐月」、「文月」、「長月」と共にウェワク輸送船団を護衛した。2月28日、第3水雷戦隊（木村昌福少将：旗艦／第11駆逐隊「白雪」）・第8駆逐隊（荒潮、朝潮）・第9駆逐隊（朝雲）・第16駆逐隊（雪風、時津風）・第19駆逐隊（浦波、敷波）は陸軍輸送船団を護衛してラバウルを出撃、速力9ノットで西方へ向かう。3月2日、B-17爆撃機による爆撃で輸送船「旭盛丸」が沈没、「朝雲」と「雪風」は船団に先行してラエへ向かい、「旭盛丸」の人員や物資を揚陸すると再び船団へ戻った。
3月3日、ラエ輸送中にダンピア海峡でビスマルク海海戦が起こり、輸送船団はクレチン岬南東沖でアメリカ、オーストラリア軍機の空襲を受けた（ダンピール海峡の悲劇）。空襲により輸送船は全隻沈没。また護衛の駆逐艦4隻（白雪、朝潮、荒潮、時津風）も沈没した。「朝雲」は「雪風」、「浦波」、「敷波」および救援のために駆け付けた「初雪」と共に救助活動を行う。485名を救助。最後まで救助活動を行った「朝雲」、「敷波」、「雪風」は3月5日にカビエンに帰投した。
同日、コロンバンガラ島輸送作戦に従事していた駆逐艦「村雨」と第9駆逐隊「峯雲」は米艦隊の奇襲により一方的に撃沈される（ビラ・スタンモーア夜戦）。「峯雲」の喪失により第9駆逐隊は「朝雲」1隻となったが、4月1日附で駆逐艦「薄雲」「白雲」が編入されて戦力を回復した。なお朝潮型ネームシップ「朝潮」の沈没にともない、同日附で朝潮型駆逐艦は『満潮型駆逐艦』に改定された。
その後、「朝雲」はコロンバンガラ島輸送作戦に従事、3月8日（朝雲、雪風、長月、敷波、浦波）、3月13日（朝雲、雪風、長月）。4月1日（五月雨、朝雲、夕雲、風雲、秋雲）、4月5日（五月雨、朝雲、夕雲、秋雲）。4月6日をもって「朝雲」は外南洋部隊からのぞかれ、北方部隊に編入された。13日は「雪風」、16日には第10駆逐隊（秋雲、夕雲、風雲）が外南洋部隊からのぞかれ、代わりに第15駆逐隊（親潮、黒潮、陽炎）、「海風」、「萩風」が同部隊に編入された。

### 太平洋戦争中盤以降の戦い
4月13日「朝雲」は横須賀に帰投し、第5艦隊第1水雷戦隊に編入される。5月21日にアッツ島に向かうが、予定を変更し幌筵島方面の掃海に従事した。7月29日、キスカ島撤退作戦に加わり、以降10月末まで千島方面海域で対潜哨戒、船団護衛に当たった。9月1日、第9駆逐隊に満潮型「霞」が編入されて4隻編制（朝雲、霞、白雲、薄雲）となる。
10月31日、「朝雲」は第9駆逐隊から除かれ、第3艦隊・十戦隊の第10駆逐隊に編入された。ミッドウェー海戦時の第10駆逐隊は「夕雲」、「巻雲」、「風雲」、「秋雲」の4隻編制だったが、「夕雲」「巻雲」を喪失して「風雲」「秋雲」の2隻となっており、「朝雲」の編入で3隻編制となった。「朝雲」は横須賀で整備を行った後、内地からリンガ泊地間を第1航空戦隊、戦艦「大和」などを護衛し、1944年（昭和19年）3月15日にリンガ泊地に到着した。第10駆逐隊は輸送船団護衛や空母「大鳳」の発着艦訓練等に従事。4月11日、駆逐艦「秋雲」が米潜水艦レッドフィンの雷撃で撃沈され、同隊は「風雲」「朝雲」の2隻となってしまった。5月30日以降、第10駆逐隊（風雲・朝雲）は戦艦「扶桑」の護衛として渾作戦に参加した。
6月8日、第10駆逐隊司令艦「風雲」が米潜水艦ヘイクの雷撃で撃沈されて駆逐隊司令赤沢次寿雄大佐が戦死、「朝雲」は乗組員の救助を行った。また駆逐艦「響」、「秋霜」も風雲乗組員救助のために派遣されている。6月下旬のマリアナ沖海戦には機動部隊本隊に加わり、24日柱島泊地に帰投した。7月10日、第10駆逐隊は解隊されて「朝雲」は第4駆逐隊（野分、満潮、山雲）に編入、同隊は定数4隻を回復した。「山雲」は開戦時の第9駆逐隊所属艦である。

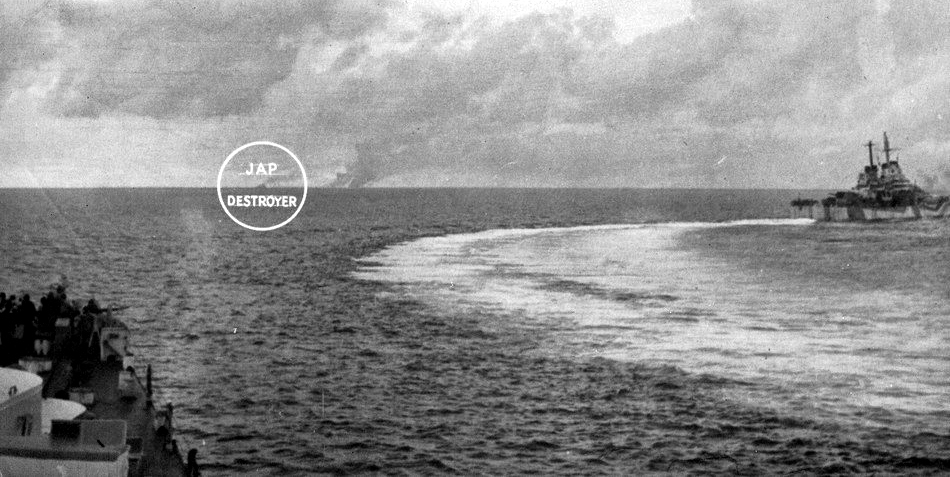
軽巡洋艦USSデンバー（CL-58）とUSSコロンビア（CL-56）が損傷した朝雲に砲撃する様子、1944年10月25日

10月中旬以降の捷号作戦で第4駆逐隊（満潮、朝雲、山雲、野分）は分散配備され、「野分」のみ栗田艦隊・第十戦隊旗艦「矢矧」及び第17駆逐隊（浦風、浜風、雪風、磯風）と行動を共にする。第4駆逐隊3隻（満潮/司令艦、朝雲、山雲）は戦艦「山城」「扶桑」、重巡洋艦「最上」、駆逐艦「時雨」と共に第一遊撃部隊第三部隊（西村艦隊）に所属してレイテ湾突入を目指した。10月25日、西村艦隊はスリガオ海峡に突入したものの「時雨」を残して全隻撃沈された。「満潮」「山雲」に続く三番手に位置していた「朝雲」は、米軍駆逐艦マクダーマットの魚雷攻撃により艦首を喪失、低速で反転離脱を開始する。午前4時頃、撤退中の重巡「最上」（大破炎上中）に追い抜かれた。だが2隻は追撃してきた米艦隊の砲撃を受け、砲雷撃を受けた「朝雲」は炎上。「最上」は米艦隊をふりきったものの、「朝雲」は軽巡洋艦デンバー、コロンビアの2隻にとどめを刺された。総員退去後、「朝雲」は米巡洋艦及び駆逐隊の集中射撃を受けて沈没した。さらに米駆逐艦は「朝雲」から脱出した内火艇も撃沈、乗組員は漂着して捕虜となった。約200名が戦死し、また生存者25名がマニラ地区地上部隊に編入されたという記録が残っている。
なお栗田艦隊に所属していた「野分」も重巡「筑摩」救援中に撃沈され、第4駆逐隊所属艦は1日で全隻を喪失した。
1945年（昭和20年）1月10日、「朝雲」は
満潮型駆逐艦、
帝国駆逐艦籍
のそれぞれから除籍された。全滅した第4駆逐隊も解隊された。

## 歴代艦長
艤装員長
1. 森可久 中佐：1937年12月1日[62] - 1938年3月31日[63]

駆逐艦長
1. 森可久 中佐：1938年3月31日[63] - 1938年8月1日[64]
2. 柳川正男 少佐/中佐：1938年8月1日[64] - 1938年12月15日[65]
3. （兼）山田鐵夫 少佐：1938年12月15日[65] - 1938年12月20日[66] （本職：峯雲駆逐艦長）
4. 中村謙治 中佐：1938年12月20日[66] - 1939年8月1日[67]
5. （兼）有馬時吉 少佐：1939年8月1日[67] - 1939年9月1日[68] （本職：山雲駆逐艦長）
6. （兼）山田鐵夫 少佐：1939年9月1日[68] - 1939年10月10日[69] （本職：峯雲駆逐艦長）
7. 脇田喜一郎 中佐：1939年10月10日[69] - 1940年11月15日[70]
8. 有近六次 中佐：1940年11月15日[70] - 1941年8月20日[71]
9. 岩橋透 中佐：1941年8月20日[71] - 1943年6月9日[72]
10. 柴山一雄 中佐：1943年6月9日[72] - 1945年1月10日[注釈 1]